# Gnesta

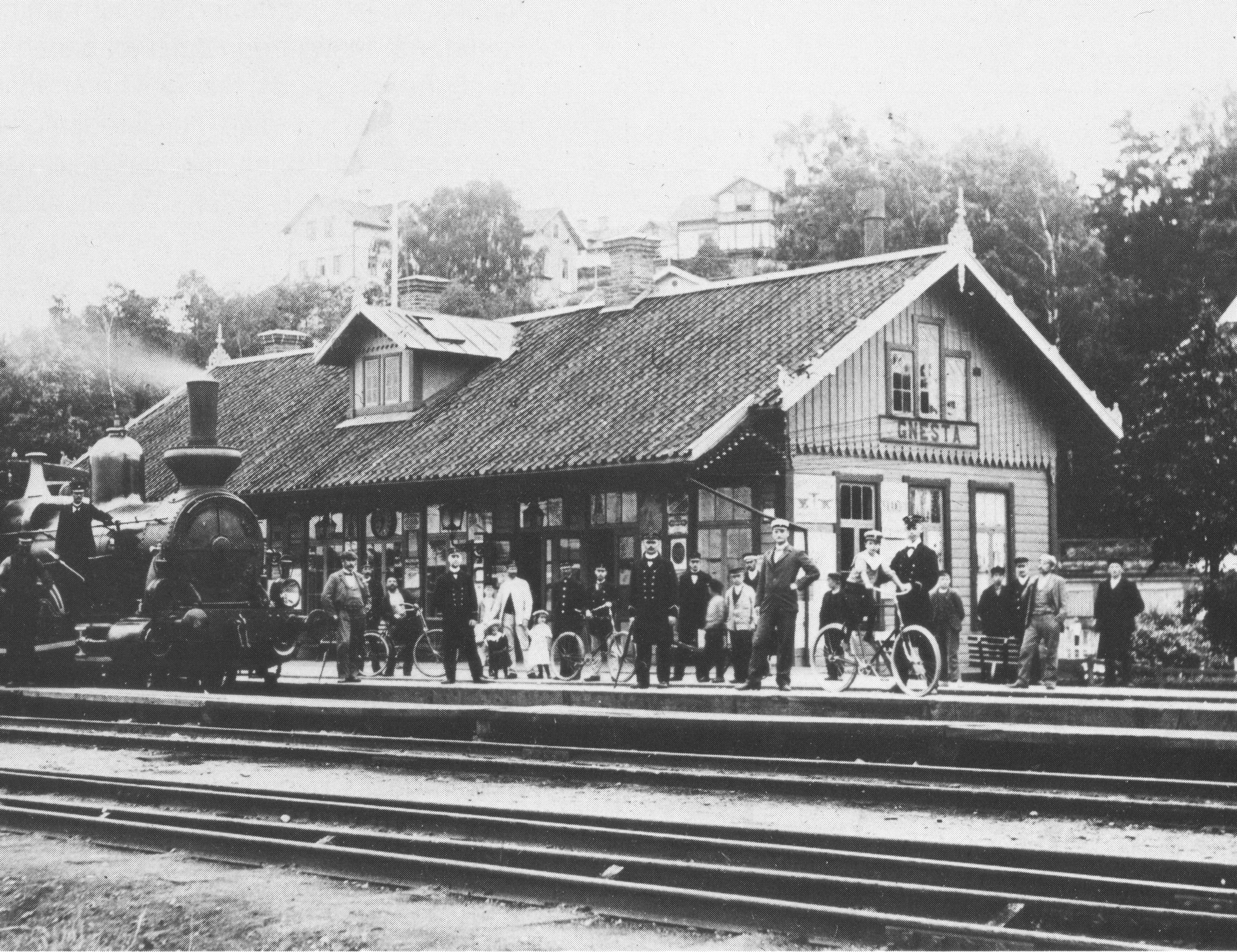
Pierwszy budynek stacji kolejowej w Gnescie

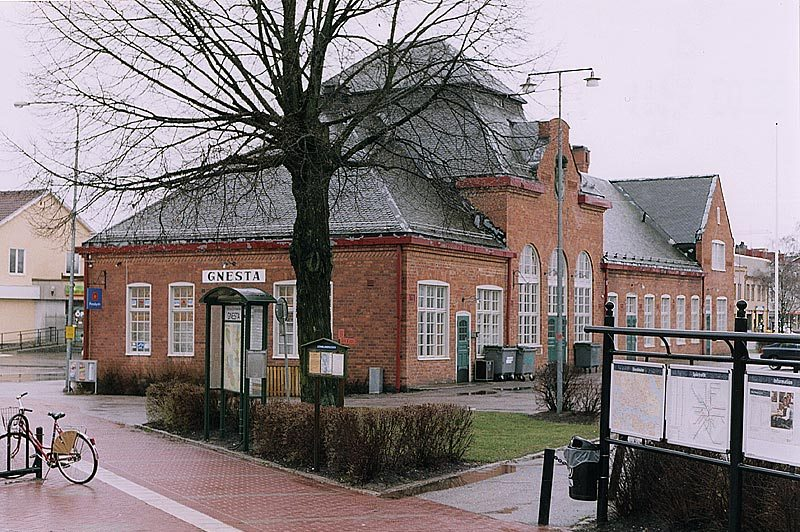
Budynek stacyjny z 1907

Gnesta – miejscowość (tätort) w Szwecji, w regionie administracyjnym (län) Södermanland. Siedziba władz (centralort) gminy Gnesta.
W 2017 Gnesta liczyła 6016 mieszkańców.

## Położenie
Miejscowość jest położona w prowincji historycznej Södermanland na południe od jeziora Frösjön, ok. 30 km na południowy zachód od Södertälje w kierunku Nyköping. Przez południową część Gnesty przebiega droga Riksväg 57. Gnesta jest jedną ze stacji przy linii kolejowej Västra stambanan. Ruch pasażerski jest obsługiwany przez sztokholmski Pendeltåg (linia Södertälje–Gnesta). W Gnescie od 20 sierpnia 2007 zatrzymują się także pociągi regionalne SJ (Sörmlandspilen; Sztokholm – Hallsberg).

## Historia
Ślady osadnictwa w okolicach współczesnej Gnesty datowane są na czasy prehistoryczne. W dokumentach pochodzących z XIV w. wzmiankowanych jest kilka nazw ówczesnych okolicznych gospodarstw, m.in. zlatynizowana forma Gnytlistum (Gnesta).
Właściwy rozwój Gnesty nastąpił jednak wraz z rozpoczęciem w 1857 budowy linii kolejowej Västra stambanan, łączącej Sztokholm z Göteborgiem. Odcinek Järna – Gnesta został otwarty 1 października 1861. W ten sposób Gnesta uzyskała bezpośrednie połączenie kolejowe ze Sztokholmem. Uroczyste otwarcie linii Västra stambanan nastąpiło rok później, 4 listopada 1862. W okolicy dworca kolejowego w Gnescie powstała w tym czasie osada kolejowa i pierwsze zakłady przemysłowe, m.in. fabryka zapałek i zakład produkujący cygara. Położony ok. 25 km na południowy wschód od Gnesty zamek Tullgarn był jedną z letnich rezydencji szwedzkiej rodziny królewskiej. Etap kolejowy podróży ze Sztokholmu kończyli na stacji w Gnescie królowie Oskar II i Gustaw V, którzy w dalszej drodze do Tullgarn wykorzystywali transport konny lub samochodowy.
W 1883 Gnesta uzyskała status municipalsamhälle. Miejscowość liczyła wówczas 779 mieszkańców. Nastąpił szybki rozwój Gnesty, zahamowany nieco w 1 połowie XX w., kiedy zbudowano przebiegającą bardziej na południowy wschód linię kolejową z Järna do Nyköping i następnie do Åby i dalej do Norrköping (Nyköpingsbanan). Na początku lat 40. XX w. nastąpiła rozbudowa miejscowości. Rozbudowa była kontynuowana w latach 50. i 60. XX w.

### Przynależność administracyjna
W 1955 Gnescie nadano status köping. Gmina Gnesta köping została przekształcona w wyniku reformy administracyjnej 1971 w gminę Gnesta (Gnesta kommun), która w 1974 została włączona do gminy Nyköping. 1 stycznia 1992 nastąpił podział gminy Nyköping, w wyniku którego Gnesta stała się ośrodkiem administracyjnym własnej gminy.

## Demografia
Liczba ludności tätortu Gnesta (T0752) w latach 1960–2015:

## Osoby związane z Gnestą
- Harry Martinson – pisarz i poeta, członek Akademii Szwedzkiej. Laureat Nagrody Nobla w dziedzinie literatury w 1974.

## Galeria

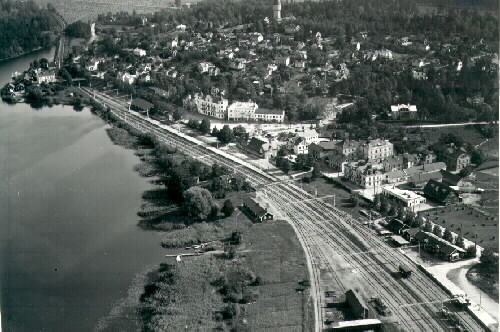
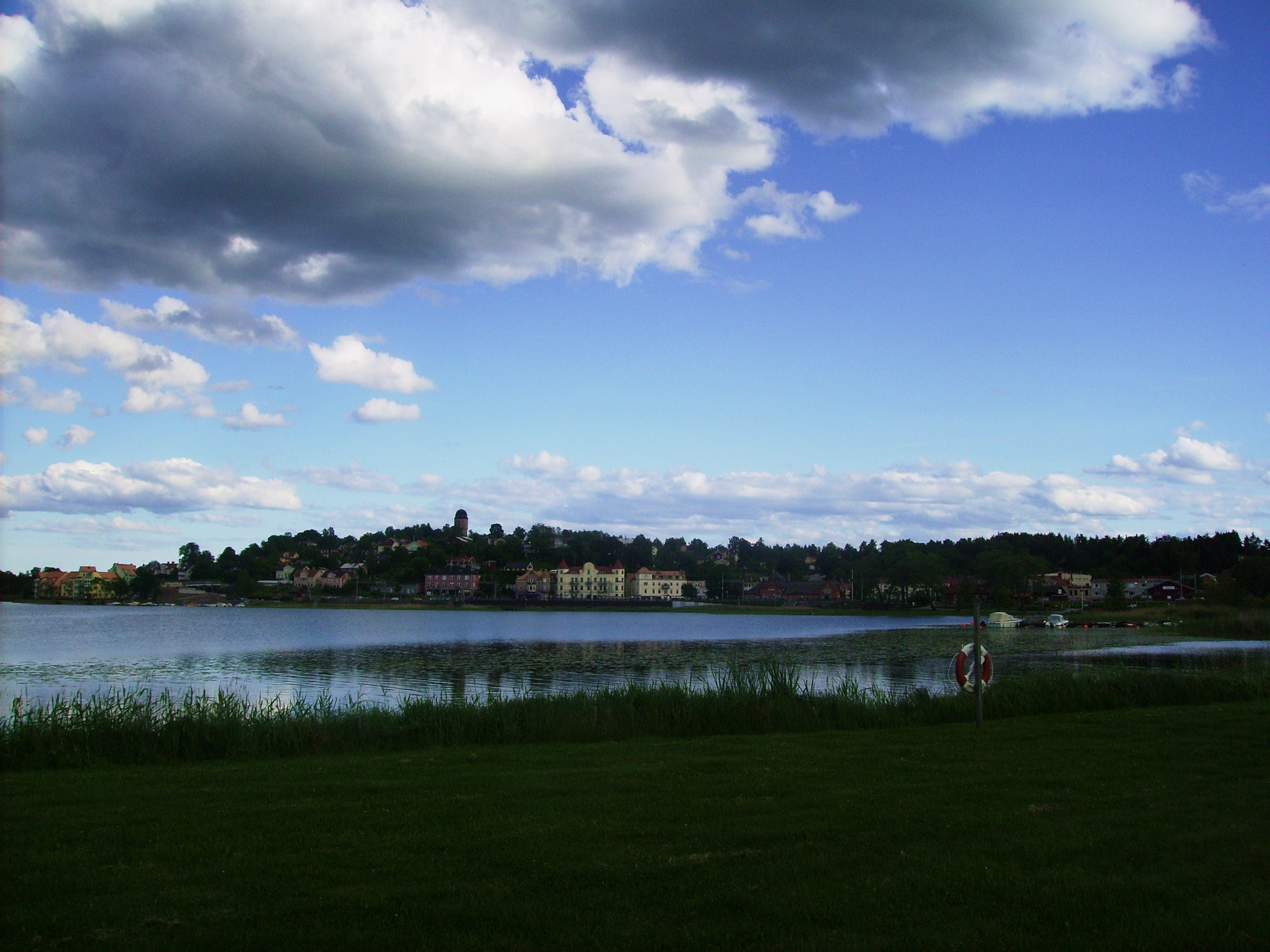
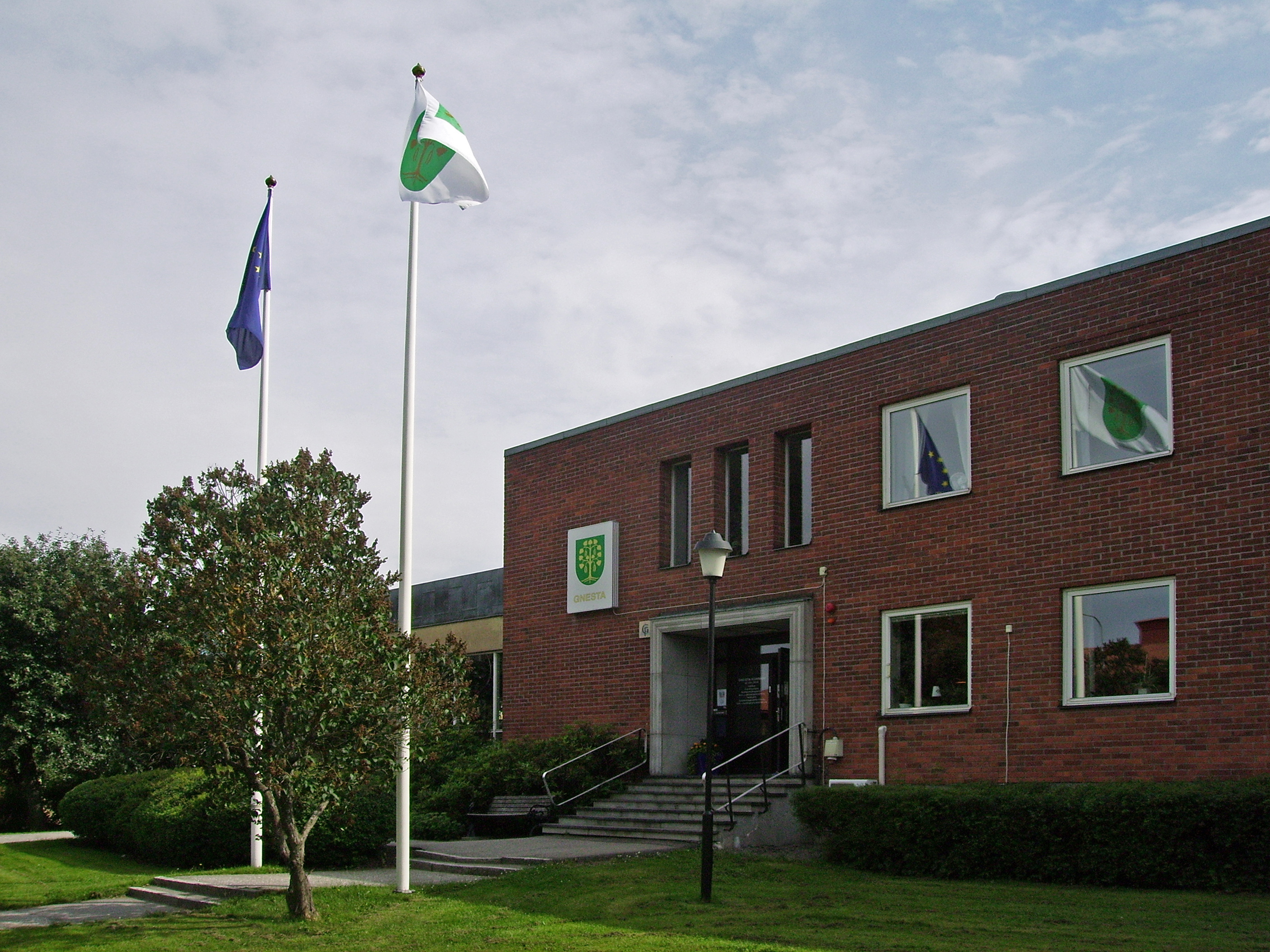
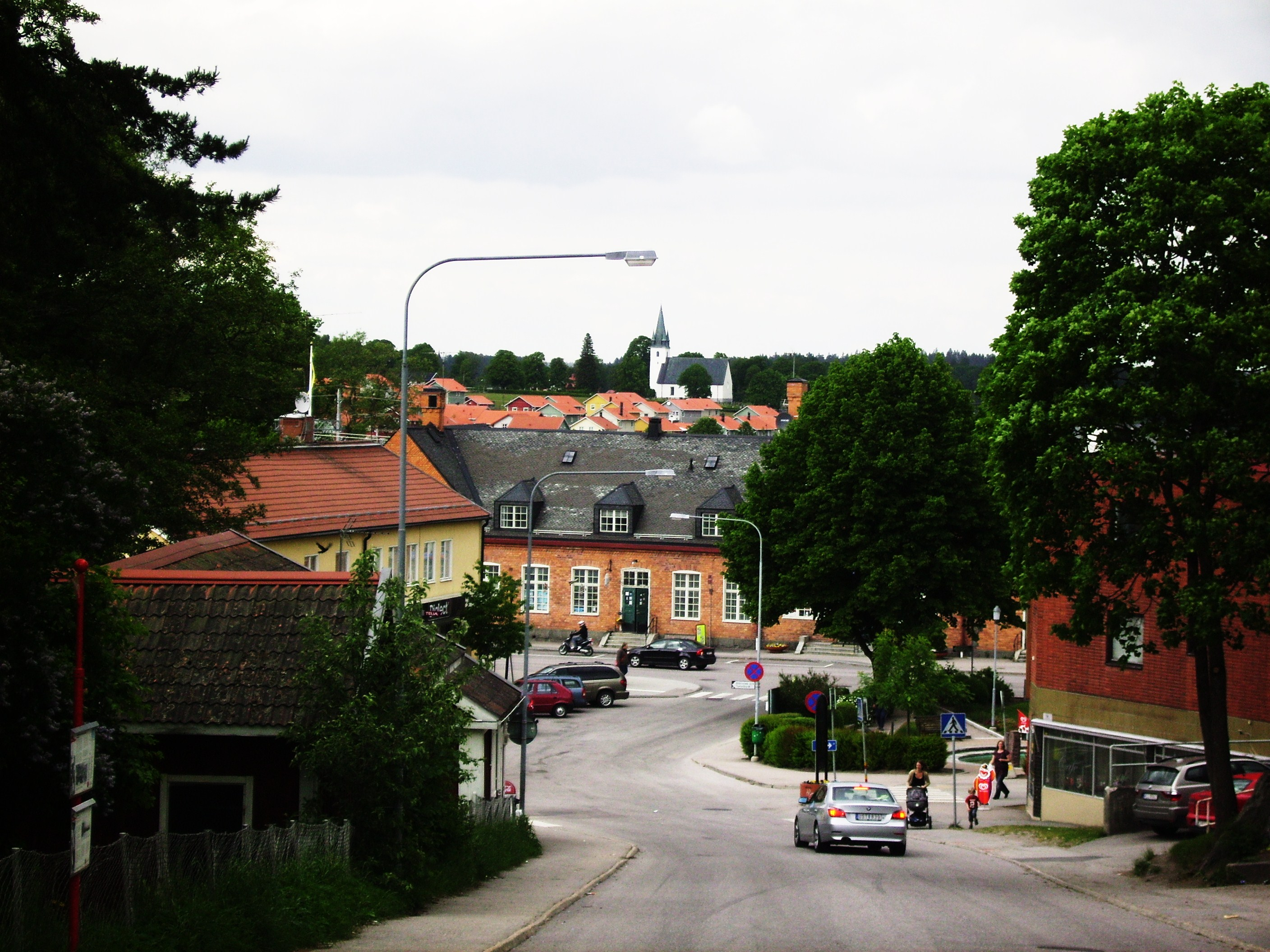